# Loqueffret
 Loqueffret  (en bretón Loqueored) es una población y comuna francesa, situada en la región de Bretaña, departamento de Finisterre, en el distrito de Châteaulin y cantón de Pleyben.

## Demografía
| 725 | 692 | 511 | 482 | 428 | 435 |
| Para los censos de 1962 a 1999 la población legal corresponde a la población sin duplicidades (Fuente: INSEE [Consultar]) |     |     |     |     |     |